# Mayagebergte

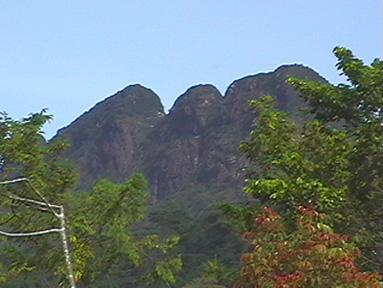
De Victoria Peak

Het Mayagebergte (Engels: Maya Mountains, Spaans: Montañas Mayas) is een middelgebergte in Belize en het aangrenzende deel van Guatemala.
De geografie van het Mayagebergte loopt overwegend noordzuid. In het westen wordt het begrensd door het Bekken van Petén, in het oosten volgt het na een korte kustvlakte over in de Golf van Honduras. De Victoria Peak is met 1120 meter de hoogste piek van het gebergte, hoewel uit recent onderzoek zou blijken dat Doyle's Delight vier meter hoger is. Het gebergte is vrijwel geheel bedekt met tropisch regenwoud, een deel ervan beschermd als het Cockscomb Basin Wildlife Sanctuary.
Het gebergte dankt zijn naam aan de Maya's, van oudsher de bewoners van dit gebergte. De Mayasteden Lubaantun, Nim Li Punit, Cahal Pech, Xunantunich, Ixcún en Chaa Creek. Vandaag de dag wordt het gebied nog steeds voornamelijk bewoon door Maya's, meer in het bijzonder Q'eqchi' en Mopan.